# Junta pro-Corpus de Toledo

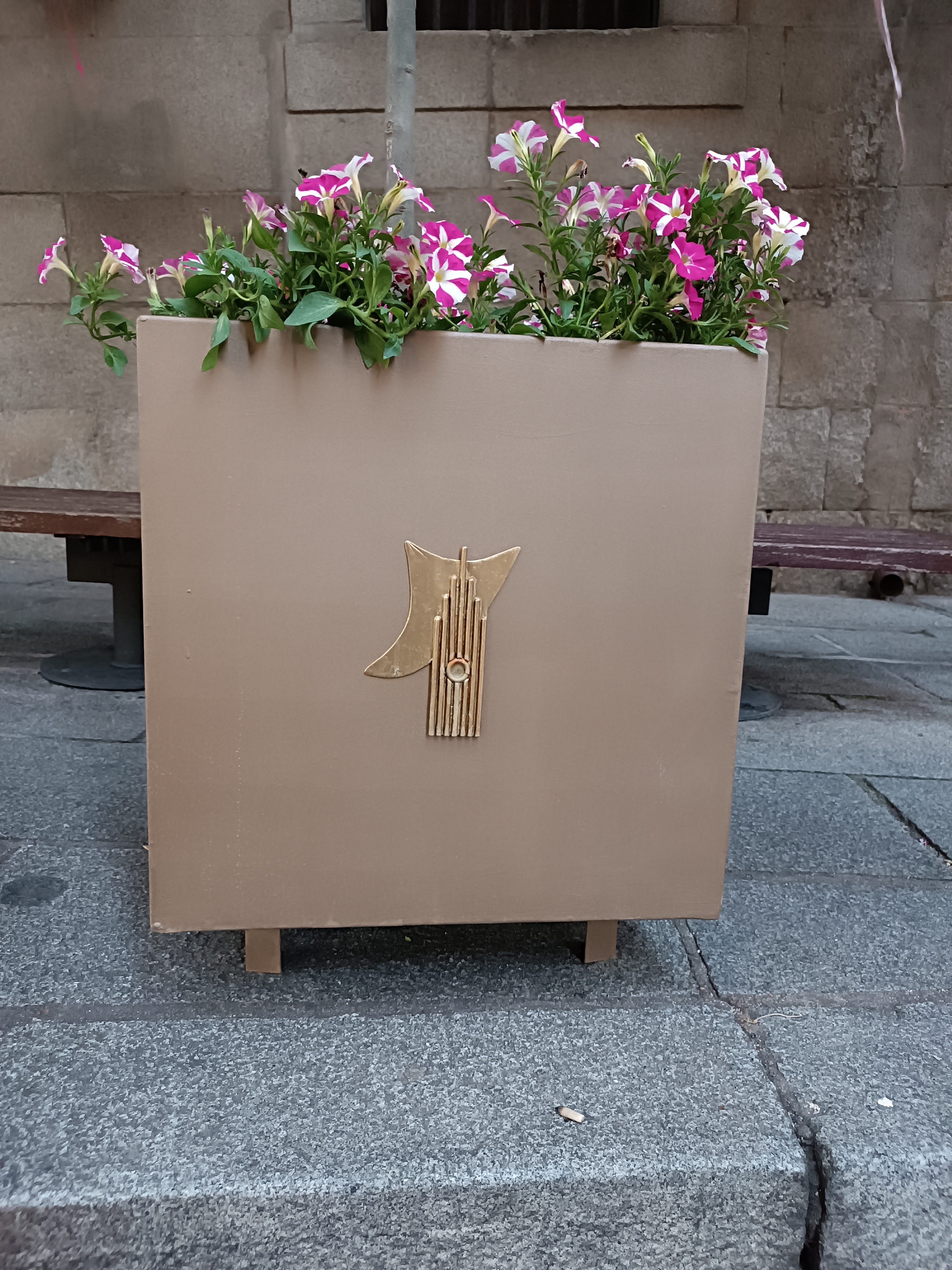
Logotipo de la Junta pro-Corpus de Toledo en un adorno en 2023

La Junta pro-Corpus de Toledo es la institución que históricamente se encarga de organizar y adornar las calles del casco histórico de Toledo para la Procesión del Corpus Christi de Toledo. Para ello elabora o restaura los distintos elementos ornamentales que se colocan en las semanas anteriores por las distintas calles del recorrido procesional. Entre estos elementos se encuentran toldos, reposteros de flores y plantas, guirnaldas de boj, arcos y faroles de forja, velones, lámparas, incensarios, cuadros con pinturas, tapices (muchos de ellos históricos), banderas, mantones de manila, bordados, estandartes con motivos eucarísticos, plantas aromáticas en el suelo (tomillo, romero), etc. Actualmente no se utilizan para el adorno otros elementos que en otro tiempo también se instalaban en las distintas calles del recorrido: arquitecturas efímeras, altares o alfombras florales. 
Además, la Junta coordina con la Asociación de Floristas de Toledo el adorno de flores y plantas naturales que se colocan en el recorrido. También organiza los trabajos del personal del Ayuntamiento de Toledo en las labores de electricidad, carpintería, tráfico y otras necesidades. Los trabajos de adorno de las calles pueden implicar hasta 200 personas durante casi los 2 meses anteriores a la festividad del Corpus Christi. 
La Junta pro-Corpus de Toledo restauró en 1985 los Gigantes y Cabezudos de Toledo, junto con la Tarasca_(criatura_mitológica) que pasea por las calles de Toledo en la víspera de la fiesta e inmediatamente antes de la procesión. 
En los últimos años, la Junta pro-Corpus ha enriquecido sus actividades para engrandecer la fiesta del Corpus, como la colaboración con la Asociación de Patios de Toledo o la organización de exposiciones, conferencias, recuperación de elementos de adorno o actividades relacionadas con el Corpus.
A lo largo de su historia, han sido presidentes de la Junta pro-Corpus de Toledo:
   - Crisanto Rodríguez-Arango Díaz (hasta 1985)
   - Enrique Pita Pérez (1985-2014)
   - Francisco Villacampa García (2014-2016)
   - Juan Carlos Fernández-Layos de Mier (desde 2016)
Desde la reforma de 2013, es presidente de honor de la Junta pro-Corpus de Toledo el alcalde de la ciudad de Toledo que esté en ejercicio.

## Historia
La "Junta Toledana pro-fiestas del Corpus Christi" fue una Fundación Pública Municipal creada por el Ayuntamiento de Toledo mediante acuerdo del 20 de marzo de 1970, con el que fue aprobado el Reglamento que estuvo vigente hasta 2013. Sin embargo, su actividad comenzó en torno a 1965 debido a la inquietud de un grupo de vecinos que, de forma totalmente altruista, tomaron la iniciativa de que, algo de tanta tradición en Toledo como el engalanamiento de las calles en Corpus, no cayera en el olvido, tras un deterioro que había sufrido el adorno de las calles.
En el año 2013 cambió la obsoleta forma jurídica como Fundación Pública para pasar a ser una asociación cultural, con la denominación de "Junta pro-Corpus de Toledo". Figura inscrita desde el 28 de octubre de 2013 en el Registro de Asociaciones de la Junta de Comunidades de Castilla-La Mancha con el número 26391.

## Recorrido adornado

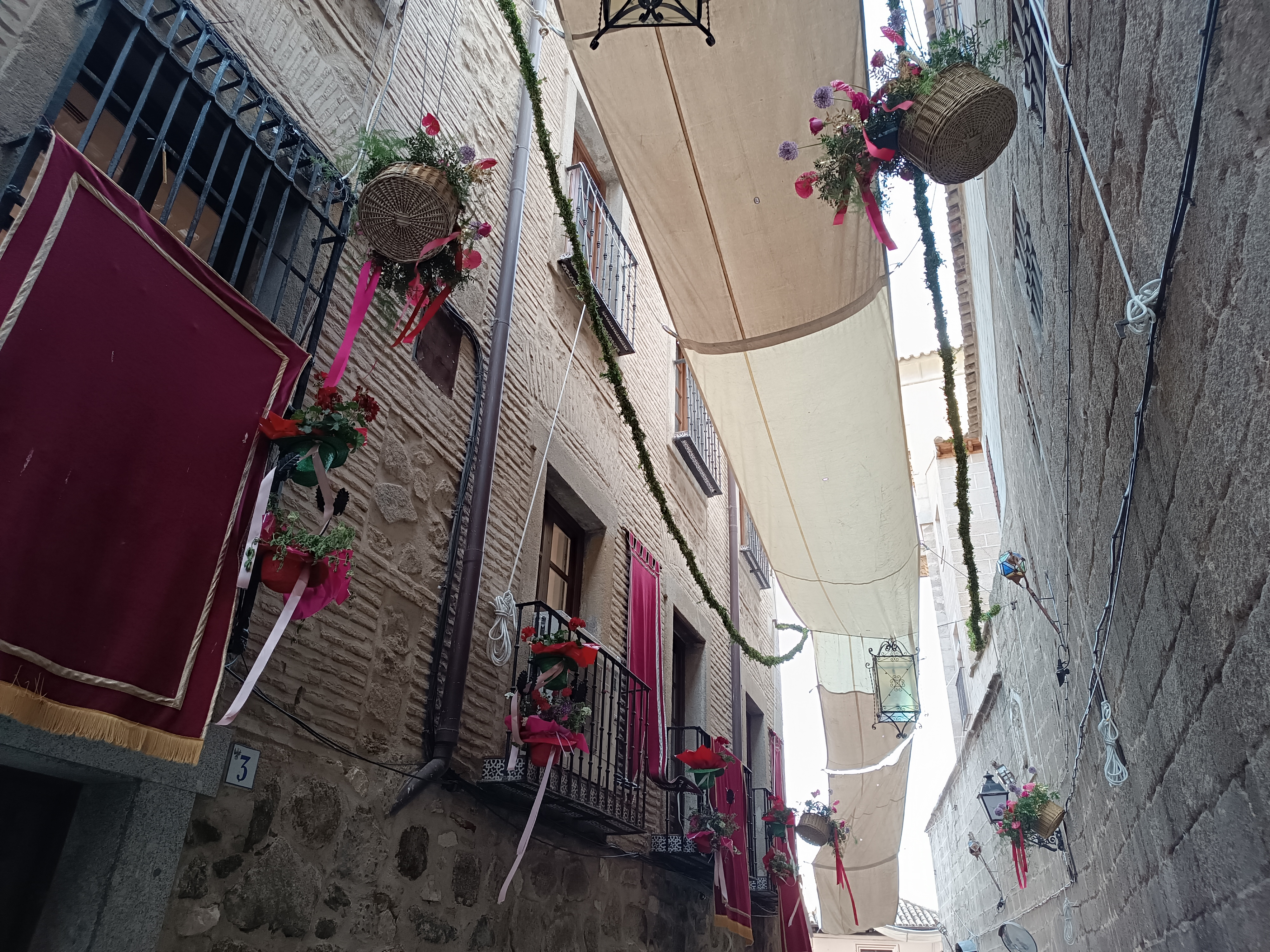
Trabajos de adornos del recorrido procesional en 2023

Actualmente el recorrido que se encuentra adornado lo conforman la totalidad de las calles por las que se realiza la procesión del Corpus Christi y algunas aledañas. Desde la salida de la procesión de la Puerta Llana de la Catedral de Toledo, recorre las calles Cardenal Cisneros > Plaza de Cuatro Tiempos > calle Sixto Ramón Parro > Pza. Mayor >  calle Martín Gamero >  calle Comercio (vulgo Ancha) >  Pza. Zocodover  > calle Sillería  >  calle Alfileritos  > Plaza de San Vicente  >  calle Alfonso X > Plaza Padre Juan de Mariana > calle Alfonso XII >  calle Rojas > calle Trinidad  >  Calle Arco de Palacio, para volver a regresar a la Catedral de Toledo por la misma puerta por la que salió.
Desde 1985 el adorno de las calles se amplió conforme al nuevo recorrido. Desde ese año, al llegar a la Plaza Padre Juan de Mariana, la procesión continua por las calles Alfonso XII, Rojas y Trinidad, en lugar de transcurrir por el callejón de Jesús y María.
Actualmente, el adorno está presente en la totalidad del recorrido de la procesión del Corpus Christi, a lo largo de 1,8 kilómetros.

## Actividades
La Junta pro-Corpus anualmente reconoce a alguna persona o institución con la Tarasca de Honor, galardón que se entrega en los días previos a la procesión, durante el acto del Pregón del Corpus de cada año. La tradición otorga a la Junta pro-Corpus la decisión sobre la Tarasca de Honor, mientras que la decisión sobre el pregonero del Corpus le corresponde al Ayuntamiento de Toledo.
En los días previos a la procesión se realiza una ofrenda floral en la plaza del Ayuntamiento, con la participación de escolares e instituciones de la ciudad. Para ello se instalaba la figura en metal de un cáliz de grandes dimensiones en la puerta de la Catedral, propiedad de la Junta pro-Corpus de Toledo. Dicho cáliz es obra del herrero toledano Antonio Valmaseda. Desde 2013 este cáliz ha sido sustituido por una sencilla lona debido al deterioro de la pieza metálica.
En la víspera del día de Corpus Christi, representantes de la Junta pro-Corpus junto con la Corporación Municipal de Toledo recorren las calles para abrir oficialmente el recorrido completamente adornado e iluminado por donde discurrirá a la mañana siguiente la Procesión del Corpus Christi de Toledo. Van precedidos de la figura del pertiguero, que históricamente era el oficio encargado de medir con una pértiga la correcta altura de los toldos a lo largo del recorrido de la procesión.

## Novedades anuales en el adorno
En Corpus 2008 se fabrican vidrieras iluminadas para su instalación en la calle Alfileritos. La Escuela-Taller Restauración de Toledo recupera 120 faroles del Rosario de la Aurora de tiempos del Cardenal Segura (1927-1931). Otros muchos que formaron parte del conjunto desaparecieron de forma desconocida en torno a 1959. Estos rosario se han conservado (como fiesta y como objetos) en otros lugares de España (La Rioja, Zaragoza, Sigüenza, …), sin que el que hubo en Toledo desmereciera cualquier otro. Se incorporan artilugios sonoros al inicio de la calle Alfileritos y en Martín Gamero. También se coloca incienso en distintos lugares.
En Corpus 2010 la Escuela-Taller recupera el altar del Rosario de la Aurora, que se queda instalado en la Lonja de la Catedral. Se instalan 4 altares en el recorrido:
- En la plaza de Solarejo, con Cristo Rey triunfal, instalado por la Hermandad de la Virgen de las Angustias.
- En la plaza Padre Juan de Mariana, con Virgen de la Encarnación, San Ildefonso y San Eugenio, procedentes del convento de S. Antonio.
- Puerta del Convento Madre de Dios, con Cruz del Cristo de la Humildad, con una Custodia de Mano, que instala la Cofradía del Cristo de la Humildad de Toledo
- En la plaza de San Salvador, con Buen Pastor, que instala Cofradía del Calvario.
En Corpus 2014. Se incorporan algún farol restaurado en la calle Sillería, otro farol del afamado orfebre y damasquinador toledano Mariano Moragón Miguel en la calle Comercio. Se completa el recorrido con guirnalda en todas las calles (no plazas y espacios abiertos). Para ello se instala guirnalda por vez primera en la calle Trinidad y en la calle Arco de Palacio. Desaparecen los últimos cestos de flores de plástico que se instalaron en los años 80.
Se realizan 3 alfombras de serrín, que se sitúan en la lonja de la Catedral, en la portada del edificio de la calle Trinidad num. 8 y en el Callejón de San Pedro. El adorno floral se lleva a cabo con flores y vegetales que recuerdan la obra y lugares relacionados con El Greco.

En Corpus 2022. Se adorna la Puerta de Bisagra y se potencia el adorno florar con la colaboración de la Asociación de Floristas de Toledo. 

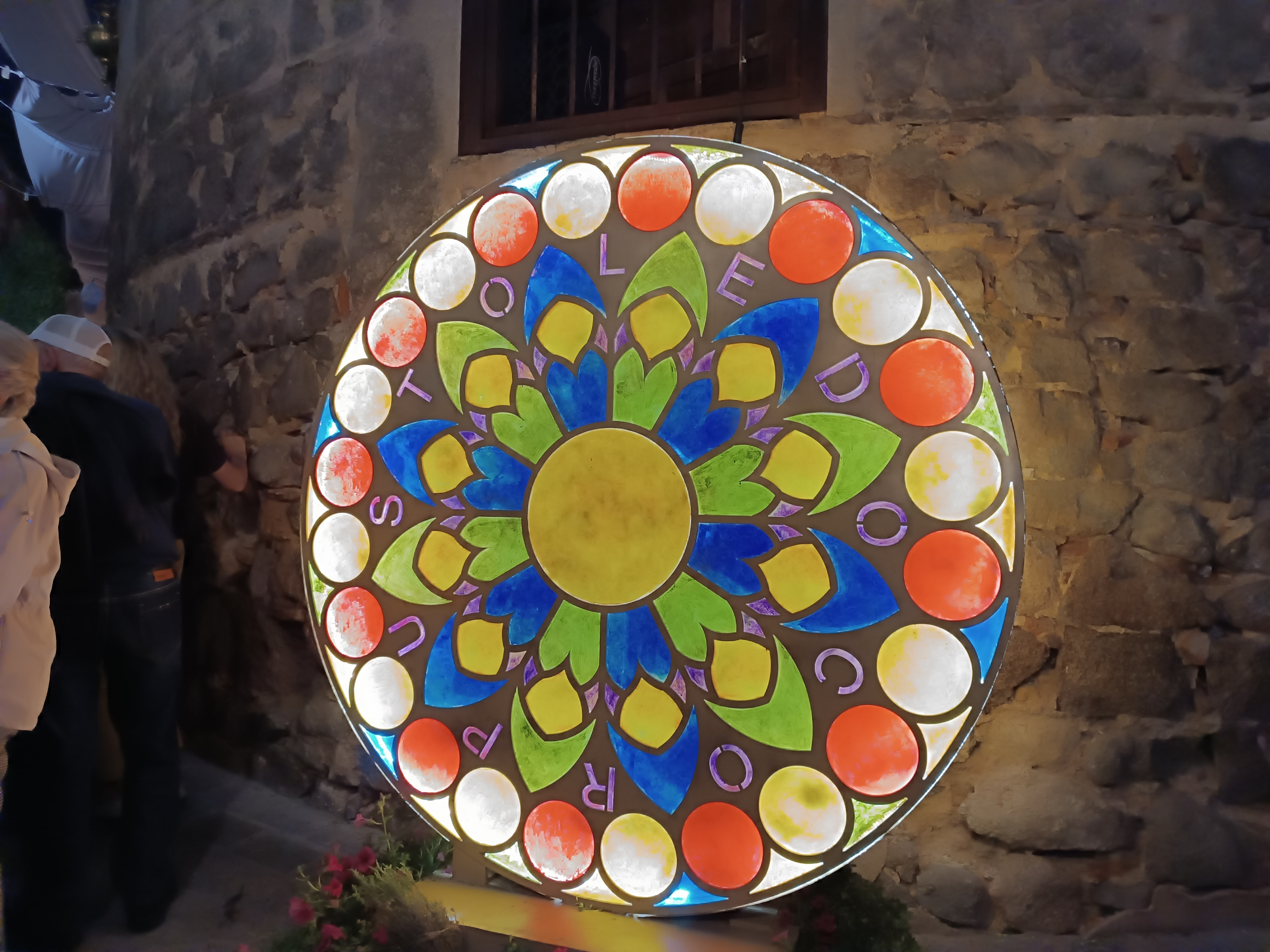
Nueva vidriera en el Corpus 2023

En Corpus 2023. Se instalan 5 "pirámides florales". Se fabrican 50 jardineras para laurel y flores. Se completan 4.000 m. de guirnalda vegetal. Se instalan 17 nuevos estandartes en la plaza de Zocodover. El adorno floral lo componen 4.000 claveles, 2.000 rosas, 2.000 margaritas, 1.500 plantas, 500 paquetes de eucaliptos y 200 kg de pétalos. Se instala una vidriera de grandes dimensiones en el suelo al inicio de la plaza de San Vicente.
En Corpus 2024 se incorporan 50 reposteros textiles (balconeras) con la imagen de la custodia de Arfe. El adorno completo consta de 6.000 objetos y piezas en todo el recorrido. En el importante adorno floral en este año se emplean 1.200 plantas y 50.000 tallos en distintas composiciones en torno al color carmesí. El equipo de floristas compuesto por profesionales de todas España estuvo compuesto por 70 personas.

## Tarascas de Honor
En 1981 la Junta pro-Corpus de Toledo instituyó un galardón para expresar el agradecimiento hacia personas, instituciones y organismos que colaborasen de forma destacada con la Junta pro-Corpus o con la fiesta del Corpus. No pueden concederse más de 4 galardones en el mismo año (incumplido en 2022). En algún año ha quedado desierto. Para la entrega de los galardones, hasta 2015, se confeccionaba un cuadro de damasquino obra del artesano damasquinador toledano Mariano San Félix.
- 2024 Fernando Aranda Alonso, pintor, meteorólogo e hijo predilecto de Toledo.
- 2023 Vicente López Ballesteros, dinamizador del callejón de San Pedro, Universidad de Castilla-La Mancha, Cofradía Internacional de Investigadores y Renata Takkenberg Krohh, fotógrafa.
- 2022 Banda de Música de la Academia de Infantería, Hospitalidad de Nuestra Señora de Lourdes, Cofradía de San Miguel-Gremio de Hortelanos, empleados de la Catedral y Asociación de Floristas de la provincia de Toledo.
- 2020 y 2021 - No se otorgan.
- 2019 Equipo profesional de electricistas municipales, montadores de toldos y montadores de la decoración y la arquitectura efímera del recorrido procesional.
- 2018 Onda Cero Toledo
- 2017 Juan E. López Gómez
- 2016 Desierta. Se hace un homenaje a Antonio Maeso, fallecido en 2016 y fundador de la Junta pro-Corpus de Toledo.
- 2015 Catedral Primada de Santa María de Toledo.
- 2014 Piquete de la Guardia Civil.
- 2013 Academia de Infantería de Toledo
- 2012 Ángel Felpeto Enríquez, exvicealdalde de Toledo
- 2011 Fundación CCM
- 2010 Braulio Rodríguez Plaza, arzobispo de Toledo
- 2009 Asociación de Amigos de los Patios de Toledo y Milagros Tolón Jaime, concejala de Promoción Económica, Empleo y Turismo de Toledo
- 2008 Rafael Cabanillas, director general de Turismo de la Junta de Comunidades de Castilla-La Mancha; José Mtanuel Tofiño, presidente de la Diputación de Toledo; Caja de Castilla-La Mancha y Asociación Provincial de Empresarios de Hostelería y Turismo de Toledo.
- 2007 Fernando Cirujano Gutiérrez, concejal de Cultura y Festejos.
- 2006 Emiliano García-Page Sánchez
- 2005 José María Barreda Fontes
- 2003 Desierta.
- 2001 José Manuel Molina García, alcalde de Toledo.
- 1998 Escuela-Taller de Restauración de Toledo
- 1990 Miguel Oriol, Cecilio Mariano Guerrero Malagón y Amelia Serrano Camarena.
- 1989 Asociación de la Prensa de Toledo, Juan Abelló, Transportes Seur y Enrique Pita.
- 1988 Joaquín y Jesús Franco Muñoz (Grupo R. Franco); y Vicente López Ballesteros.
- 1987 Miguel Sánchez-Infantes Padilla
- 1985 Javier Balmaseda Romero
- 1984 Joaquín Sánchez Garrido

## Pregoneros de Corpus de Toledo
La Junta pro-Corpus de Toledo colabora con el Ayuntamiento de Toledo en la elección del pregonero y en el acto anual del Pregón de Corpus Christi, donde una persona de relevancia social relacionado con la ciudad pronuncia el pregón días antes del inicio de las fiestas. 
Todos los pregones de Corpus pueden consultarse en la web del Archivo Municipal del Ayuntamiento de Toledo.
- 2024 Francisco Cerro Chaves, Arzobispo de Toledo
- 2023 Rafael del Cerro (en el Teatro de Rojas)
- 2022 Ángel Felpeto Enríquez (en el Teatro de Rojas)
- 2019 Sagrario Martín-Caro Rodríguez, directora de la Escuela de Artes de Toledo (en el Teatro de Rojas)
- 2018 Rebeca Rubio Rivera, profesora de la Universidad de Castilla-La Mancha (en el Teatro de Rojas)
- 2017 Julio Porres de Mateo, académico de la Real Academia de Bellas Artes y Ciencias Históricas de Toledo (en el Teatro de Rojas)
- 2016 P. José Antonio Jiménez Fernández, consiliario de la Junta de Cofradías de Semana Santa de Toledo (en el Teatro de Rojas)
- 2015 Eduardo Sánchez Butragueño, director de la Fundación Soliss (en el Teatro de Rojas)
- 2014 P. Juan Sánchez Rodríguez, deán de la Catedral de Toledo (en el Teatro de Rojas)
- 2013 Hilario Barrero, escritor, traductor y poeta toledano (Teatro de Rojas)
- 2012 Juan Ignacio de Mesa, exalcalde de Toledo (Teatro de Rojas)
- 2011 Adolfo de Mingo Lorente, historiador del Arte y periodista (Teatro de Rojas)
- 2010 José María González Cabezas, historiador, profesor de ESO (Teatro de Rojas)
- 2009 María José Muñoz, periodista toledana (Teatro de Rojas)
- 2008 Antonio Pareja, editor (Teatro de Rojas)
- 2007 José Antonio Marina Muñoz, filósofo y escritor toledano (Teatro de Rojas)
- 2006 Baltasar Magro Santana, escritor y periodista toledano (Teatro de Rojas)
- 2005 Esther Esteban Herreros, periodista toledana (Teatro de Rojas)
- 2004 Alfonso Ussía Muñoz-Seca, escritor y periodista (Plaza del Ayuntamiento)
- 2003 Juan Carlos Fernández-Layos de Mier, historiador, director de la Escuela Taller de Restauración (Teatro de Rojas)
- 2002 José Botella Llusiá, médico (en la Catedral)
- 2001 Enrique Lorente Toledo, historiador y político (Teatro de Rojas)
- 2000 José Manuel Molina García, alcalde de Toledo
- 1999 Lola Baldrich, actriz
- 1998 Francisco Javier Alba González (Teatro de Rojas)
- 1997 Juan Estanislao López Gómez, historiador, profesor del Colegio Infantes (Toledo) (Teatro de Rojas)
- 1996 Félix del Valle Díaz, doctor en Bellas Artes, director de la RABACHT (Teatro de Rojas)
- 1995 Crisanto Rodríguez-Arango Díaz, doctor en Derecho (Teatro de Rojas)
- 1994 Rufino Miranda Calvo, historiador y guía turístico (Teatro de Rojas)
- 1993 Balbina Martínez Caviró, historiadora del Arte, profesora de la Universidad Complutense de Madrid (Teatro de Rojas)
- 1992 Gustavo Villapalos Salas, rector de la Universidad Complutense de Madrid (Teatro de Rojas)
- 1991 Luis Arroyo Zapatero, rector de la Universidad de Castilla-La Mancha (Teatro de Rojas)
- 1990 Luis del Olmo, periodista (Teatro de Rojas)
- 1989 Fernando Vizcaíno Casas, escritor y periodista (Palacio de Benacazón)
- 1988 José Manuel Molina García, alcalde de Toledo (Sala Capitular del Ayuntamiento)
- 1987 Joaquín Sánchez Garrido, alcalde de Toledo (Balcón del Ayuntamiento)
- 1986 Luis Carandell Robusté, periodista y cronista parlamentario (Caja de Ahorros de Toledo)
- 1985 Rufino Miranda Calvo, historiador y guía turístico (en el Palacio de Benacazón)
- 1984 Emilia Alba González, historiadora (Palacio de Benacazón)
- 1983 José Luis Pérez de Ayala, conde de Cedillo (en San Pedro Mártir)
- 1982 P. José Luis Martín Descalzo, sacerdote, periodista y escritor (en San Juan de los Reyes)
- De los años 1969 a 1981 no se celebra pregón.
- 1968 P. Ramón Cué Romano, SJ, escritor y poeta
- 1967 José María Alonso Gamo, poeta, crítico literario y diplomático
- 1966 Serafín Adame Martínez, cronista teatral y autor dramático
- De los años 1963 a 1965 no se celebra pregón.
- 1962 Rafael Pazos (en la Casa Sindical)
- 1961 Pregón para la juventud: Luis López de Anglada, poeta (en el Hospital de Tavera)
- 1961 P. Ramón Cué Romano, SJ, escritor y poeta (en el Teatro de Rojas)
- 1960 Manuel Benavides García de Zúñiga (en el Teatro de Rojas)
- De los años 1957 a 1959 no se celebra pregón
- 1956 Jesús Suevos, periodista y político (en el salón de sesiones del Ayuntamiento)
- De los años 1953 a 1955 no se celebra pregón
- 1952 Luis Morales Oliver, filólogo, director de la Biblioteca Nacional de España (en el salón de Concilios del Arzobispado)
- 1951 Víctor de la Serna, escritor y periodista (en el Teatro de Rojas)
- De los años 1947 a 1950 no se celebra pregón.
- 1946 P. Filiberto Díez Pardo, canónigo magistral de la Catedral de Toledo
- 1945 Federico García Sanchiz, escritor, académico de la RAE (desde la terraza del Ayuntamiento)

## Logotipo

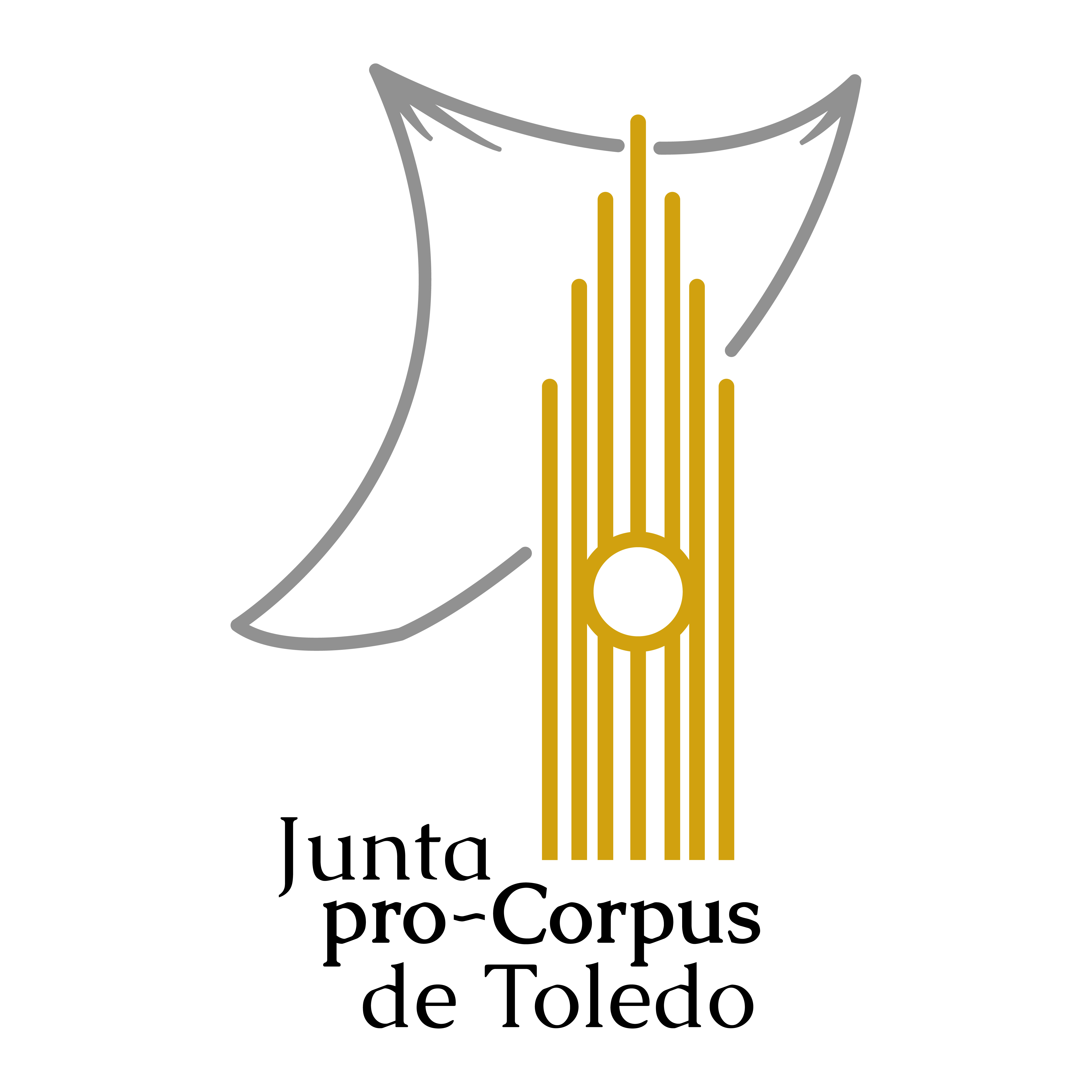

El logotipo de la Junta pro-Corpus se adoptó en 2015 tras un concurso público para la presentación de ideas, la Directiva de la Junta pro-Corpus escogió la imagen presentada por el diseñador Diego Disahi como identificación de la institución. Se valoró la imagen llamativa, original y muy identificativa de lo esencial de la fiesta, la custodia de Arfe y los toldos. 